# Châtenoy-le-Royal
Pour les articles homonymes, voir Châtenoy.
Châtenoy-le-Royal est une commune française située dans le département de Saône-et-Loire, en région Bourgogne-Franche-Comté.

## Géographie

### Localisation
Le territoire de la commune est limitrophe de ceux de six communes :

### Géologie et relief
La superficie de la commune est de 1 255 hectares ; son altitude varie de 172  à   206 mètres.

### Hydrographie
La Thalie passe dans la commune.

### Climat
Pour des articles plus généraux, voir Climat de la Bourgogne-Franche-Comté et Climat de Saône-et-Loire.
En 2010, le climat de la commune est de type climat océanique dégradé des plaines du Centre et du Nord, selon une étude du Centre national de la recherche scientifique s'appuyant sur une série de données couvrant la période 1971-2000. En 2020, Météo-France publie une typologie des climats de la France métropolitaine dans laquelle la commune est dans une zone de transition entre le climat océanique altéré et le climat océanique altéré et est dans la région climatique Bourgogne, vallée de la Saône, caractérisée par un bon ensoleillement (1 900 h/an), un été chaud (18,5 °C), un air sec au printemps et en été et des vents faibles.
Pour la période 1971-2000, la température annuelle moyenne est de 11,3 °C, avec une amplitude thermique annuelle de 18,1 °C. Le cumul annuel moyen de précipitations est de 828 mm, avec 11,2 jours de précipitations en janvier et 7,3 jours en juillet. Pour la période 1991-2020, la température moyenne annuelle observée sur la station météorologique de Météo-France la plus proche, « Chalon-Champforgueil », sur la commune de Champforgeuil à 3 km à vol d'oiseau, est de 11,4 °C et le cumul annuel moyen de précipitations est de 736,5 mm. 
La température maximale relevée sur cette station est de 39,7 °C, atteinte le 12 août 2003 ; la température minimale est de −17,6 °C, atteinte le 20 décembre 2009,,.
| Mois                                  | jan.             | fév.           | mars           | avril         | mai             | juin         | jui.           | août           | sep.            | oct.            | nov.             | déc.           | année      |
| ------------------------------------- | ---------------- | -------------- | -------------- | ------------- | --------------- | ------------ | -------------- | -------------- | --------------- | --------------- | ---------------- | -------------- | ---------- |
| Température minimale moyenne (°C)     | −0,2             | 0              | 2              | 4,5           | 8,4             | 12           | 13,8           | 13,3           | 9,9             | 7               | 2,9              | 0,5            | 6,2        |
| Température moyenne (°C)              | 3                | 4,1            | 7,5            | 10,6          | 14,6            | 18,3         | 20,2           | 19,9           | 16              | 11,8            | 6,6              | 3,6            | 11,4       |
| Température maximale moyenne (°C)     | 6,2              | 8,2            | 12,9           | 16,7          | 20,8            | 24,6         | 26,7           | 26,5           | 22              | 16,6            | 10,3             | 6,7            | 16,5       |
| Record de froid (°C) date du record   | −13,5 04.01.1993 | −13,7 05.02.12 | −12,4 01.03.05 | −6,2 08.04.21 | −1,5 15.05.1995 | 1,6 04.06.01 | 4,8 03.07.1996 | 3,6 30.08.1998 | −1,1 30.09.1995 | −7,6 31.10.1997 | −10,4 23.11.1993 | −17,6 20.12.09 | −17,6 2009 |
| Record de chaleur (°C) date du record | 17,9 01.01.23    | 20,4 25.02.21  | 24,5 31.03.21  | 27,9 24.04.07 | 32,3 20.05.22   | 37 27.06.19  | 39 24.07.19    | 39,7 12.08.03  | 34,3 10.09.23   | 28,9 09.10.23   | 21,5 12.11.18    | 17,7 05.12.06  | 39,7 2003  |
| Précipitations (mm)                   | 53,6             | 43             | 44             | 58,4          | 73,4            | 58,3         | 67,5           | 57,9           | 63,7            | 77,8            | 79,6             | 59,3           | 736,5      |

| Diagramme climatique                                  |        |         |             |             |            |              |              |           |           |             |            |
| J                                                     | F      | M       | A           | M           | J          | J            | A            | S         | O         | N           | D          |
| 6,2−0,253,6                                           | 8,2043 | 12,9244 | 16,74,558,4 | 20,88,473,4 | 24,61258,3 | 26,713,867,5 | 26,513,357,9 | 229,963,7 | 16,6777,8 | 10,32,979,6 | 6,70,559,3 |
| Moyennes : • Temp. maxi et mini °C • Précipitation mm |        |         |             |             |            |              |              |           |           |             |            |

Les paramètres climatiques de la commune ont été estimés pour le milieu du siècle (2041-2070) selon différents scénarios d'émission de gaz à effet de serre à partir des nouvelles projections climatiques de référence DRIAS-2020. Ils sont consultables sur un site dédié publié par Météo-France en novembre 2022.

## Urbanisme

### Typologie
Au 1er janvier 2024, Châtenoy-le-Royal est catégorisée ceinture urbaine, selon la nouvelle grille communale de densité à sept niveaux définie par l'Insee en 2022.
Elle appartient à l'unité urbaine de Chalon-sur-Saône, une agglomération intra-départementale regroupant treize  communes, dont elle est une commune de la banlieue,,. Par ailleurs la commune fait partie de l'aire d'attraction de Chalon-sur-Saône, dont elle est une commune du pôle principal,. Cette aire, qui regroupe 109 communes, est catégorisée dans les aires de 50 000 à moins de 200 000 habitants,.

### Occupation des sols
L'occupation des sols de la commune, telle qu'elle ressort de la base de données européenne d’occupation biophysique des sols Corine Land Cover (CLC), est marquée par l'importance des territoires agricoles (54,8 % en 2018), en diminution par rapport à 1990 (58,2 %). La répartition détaillée en 2018 est la suivante : terres arables (34,5 %), zones urbanisées (22,4 %), forêts (13,4 %), zones agricoles hétérogènes (10,5 %), prairies (9,8 %), zones industrielles ou commerciales et réseaux de communication (9,4 %). L'évolution de l’occupation des sols de la commune et de ses infrastructures peut être observée sur les différentes représentations cartographiques du territoire : la carte de Cassini (XVIIIe siècle), la carte d'état-major (1820-1866) et les cartes ou photos aériennes de l'IGN pour la période actuelle (1950 à aujourd'hui).

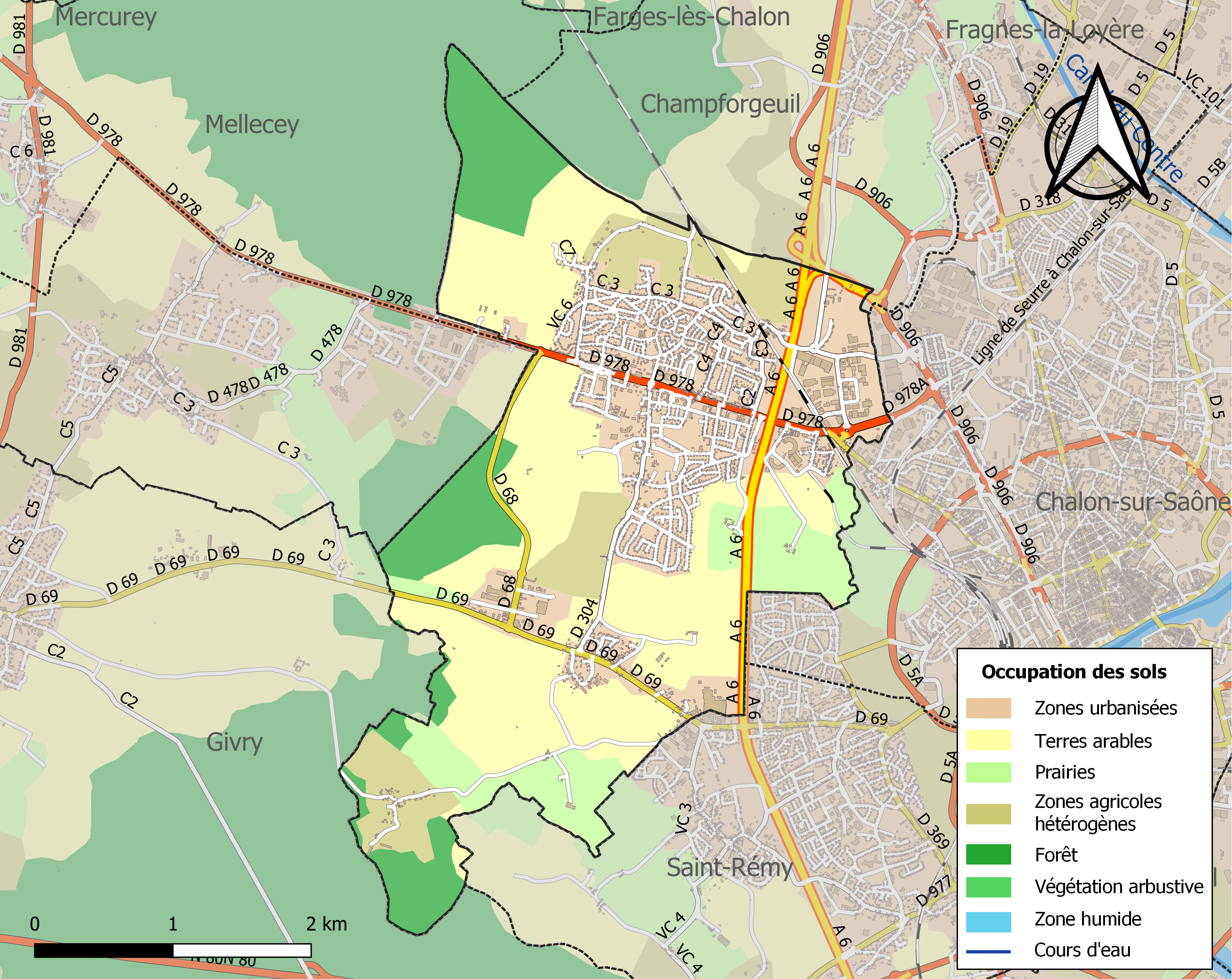
Carte des infrastructures et de l'occupation des sols de la commune en 2018 (CLC).

## Toponymie
Sous la Révolution française, la commune porta provisoirement le nom de Châtenoy-le-National.

## Histoire
Les Gallo-Romains ont laissé de nombreuses traces de leur présence sur la commune, qui était notamment traversée par une voie romaine reliant Cabillonum (Chalon sur Saône) à Augustodunum (Autun).
Une borne milliaire romaine, dite de Corcelle, dédiée à l'empereur Maximin Ier le Thrace et à son fils le César Maxime, a été trouvée au bord de cette voie, au fond du parc du château de Corcelle. Elle indique une distance de 32 mille pas depuis Autun. Elle est exposée au musée Denon, à Chalon-sur-Saône (cf. l'article wikipédia)
Anciennement Castenetum, le village dépendait de la châtellenie de Germolles.
Châtenoy-le-Royal disposa durant toute la première moitié du XIXe siècle d'une station (ou poste télégraphique aérien) du télégraphe Chappe implantée le long de l'« embranchement » reliant Chalon-sur-Saône à la ligne Paris-Toulon, installation qui cessa de fonctionner en 1853, quand elle fut remplacée par la télégraphie électrique.

## Politique et administration

### Administration municipale
Le nombre d'habitants au dernier recensement étant compris entre 5 000 et 9 999, le nombre de membres du conseil municipal est de 29.

### Listes des maires
| Période                                  | Période                       | Identité            | Étiquette       | Qualité |
| ---------------------------------------- | ----------------------------- | ------------------- | --------------- | --- |
| Les données manquantes sont à compléter. |                               |                     |                 | |
| 1945                                     | ?                             | Benoît Raffin       |                 | |
| mai 1953                                 | mars 1971                     | Claudius Theveniaut |                 | |
| mars 1971                                | mars 1977                     | André Savoy         | SE              | Professeur de lycée |
| mars 1977                                | 1991                          | Bernard Dondon      | PS              | Enseignant |
| 1991                                     | 11 mars 2001                  | Bernard Andriot     | PS              | |
| 11 mars 2001                             | 23 octobre 2017               | Marie Mercier       | RPR puis UMP-LR | Médecin Sénatrice de Saône-et-Loire (2015 → ) Conseillère régionale de Bourgogne (2004 → 2010) 1re vice-présidente du Grand Chalon (2014 → 2017) |
| 23 octobre 2017                          | En cours (au 23 octobre 2017) | Vincent Bergeret,   | LR              | Responsable commercial Conseiller départemental du canton de Chalon-sur-Saône-3 (2015 → )                                                        |

### Rattachements administratifs et électoraux
Du point de vue administratif, la commune fait partie de l'arrondissement de Chalon-sur-Saône, dans le département de Saône-et-Loire en région Bourgogne-Franche-Comté et, avant la réforme territoriale de 2014, faisait partie du canton de Chalon-sur-Saône-Ouest,. La commune est l'une des communes de la communauté d'agglomération Chalon - Val de Bourgogne, communément appelée Le Grand Chalon.
Du point de vue électoral, la commune fait partie de la cinquième circonscription de Saône-et-Loire depuis le redécoupage des circonscriptions législatives françaises de 2010 et, depuis la réforme territoriale de 2014, elle fait partie du canton de Chalon-sur-Saône-3.

### Canton et intercommunalité
La commune fait partie du Grand Chalon.

### Politique environnementale
En 2014, la commune a obtenu le niveau quatre fleurs au concours des villes et villages fleuris.

### Jumelages
La ville est jumelée avec la ville de Benigànim, dans la région de Valence, Espagne.

## Population et société

### Démographie

#### Évolution démographique
L'évolution du nombre d'habitants est connue à travers les recensements de la population effectués dans la commune depuis 1793. Pour les communes de moins de 10 000 habitants, une enquête de recensement portant sur toute la population est réalisée tous les cinq ans, les populations de référence des années intermédiaires étant quant à elles estimées par interpolation ou extrapolation. Pour la commune, le premier recensement exhaustif entrant dans le cadre du nouveau dispositif a été réalisé en 2008.

En 2022, la commune comptait 6 205 habitants, en évolution de +0,06 % par rapport à 2016 (Saône-et-Loire : −1,06 %, France hors Mayotte : +2,11 %).
| 1793 | 1800 | 1806 | 1821 | 1831 | 1836 | 1841 | 1846 | 1851 |
| ---- | ---- | ---- | ---- | ---- | ---- | ---- | ---- | ---- |
| 323  | 544  | 508  | 592  | 605  | 684  | 728  | 758  | 767  |

| 1856 | 1861 | 1866 | 1872 | 1876 | 1881 | 1886 | 1891 | 1896 |
| ---- | ---- | ---- | ---- | ---- | ---- | ---- | ---- | ---- |
| 784  | 703  | 730  | 751  | 755  | 788  | 791  | 750  | 781  |

| 1901 | 1906 | 1911 | 1921 | 1926 | 1931  | 1936  | 1946  | 1954  |
| ---- | ---- | ---- | ---- | ---- | ----- | ----- | ----- | ----- |
| 775  | 716  | 806  | 904  | 966  | 1 098 | 1 171 | 1 160 | 1 214 |

| 1962  | 1968  | 1975  | 1982  | 1990  | 1999  | 2006  | 2008  | 2013  |
| ----- | ----- | ----- | ----- | ----- | ----- | ----- | ----- | ----- |
| 2 370 | 3 779 | 4 909 | 5 767 | 5 689 | 5 938 | 5 977 | 5 987 | 6 152 |

| 2018  | 2022  | - | - | - | - | - | - | - |
| ----- | ----- | - | - | - | - | - | - | - |
| 6 153 | 6 205 | - | - | - | - | - | - | - |

### Enseignement
Châtenoy-le-Royal est située dans l'académie de Dijon.
Elle administre trois groupes scolaires, chacun constitué d'une école maternelle et d'une école élémentaire communales pour un total de 506 élèves en 2015-2016,,,,. L'école de Cruzille possède une classe ULIS pour enfants handicapés.
Le département gère un collège : le collège Louis-Aragon, bâti vers 1980.

### Santé
Depuis le 12 octobre 2017, la ville est équipée d'une maison de santé pluridisciplinaire.
Elle est offre un large panel de soins :
- une équipe médicale ;
- des cabinets infirmiers ;
- une équipe paramédicale ;
- des médecines complémentaires.

### Sports
Il y a un gymnase, deux complexes sportifs avec terrains de football et rugby. Les deux clubs de la commune qui jouent au meilleur niveau sont : 
- L'Association Sportive Châtenoy Le Royal Football avec l'équipe masculine Senior (A) qui évolue en Régional 3 dans la Ligue de Bourgogne de football.

Le club a été fondé en 1964 sous l'impulsion de Emile Guénot. Les équipes évoluent au complexe sportif du Treffort qui possède un terrain synthétique pour les matchs officiels. Le club n'a cessé d'évoluer dans les championnats régionaux depuis sa création avec pour plus grande performance une saison en Régional 1 durant la saison 1998-1999 et de 2011 à 2013. Au niveau de la formation, l'ASCR bénéficie d'une section sportive en partenariat avec le collège Louis-Aragon. Parmi les joueurs emblématiques de l'AS Châtenoy Le Royal figure le capitaine Charly Sarre né en 1991 et fidèle au club depuis l'âge de 5 ans.
- le club de Rugby (Châtenoy Rugby Club), qui évolue en 1re série au niveau régional en Bourgogne-Franche-Comté.

La ville est très dynamique avec 66 associations, dont 18 sportives et 8 culturelles. La commune est lauréate du challenge 2013 de la commune la plus sportive dans la catégorie de 3 000 à 8 999 habitants. Cette récompense est décernée par le comité départemental olympique et sportif (CDOS).

## Culture locale et patrimoine

### Lieux et monuments
- L'église, bâtie en 1856 à la place de la précédente : sculptures de Joseph-Hugues Fabisch[41] (un tympan (architecture) représentant saint Martin, les chapiteaux de la nef, deux bénitiers).

#### Monuments historiques
- La chapelle du château de Cruzille, construite au XVIIe siècle et dédiée à la Vierge, est classée à l'inventaire des monuments historiques depuis 2001[42]. Acquise par la commune pour un euro symbolique en 2002, elle a fait l'objet d'une restauration, effectuée sous le contrôle des Monuments historiques[43].

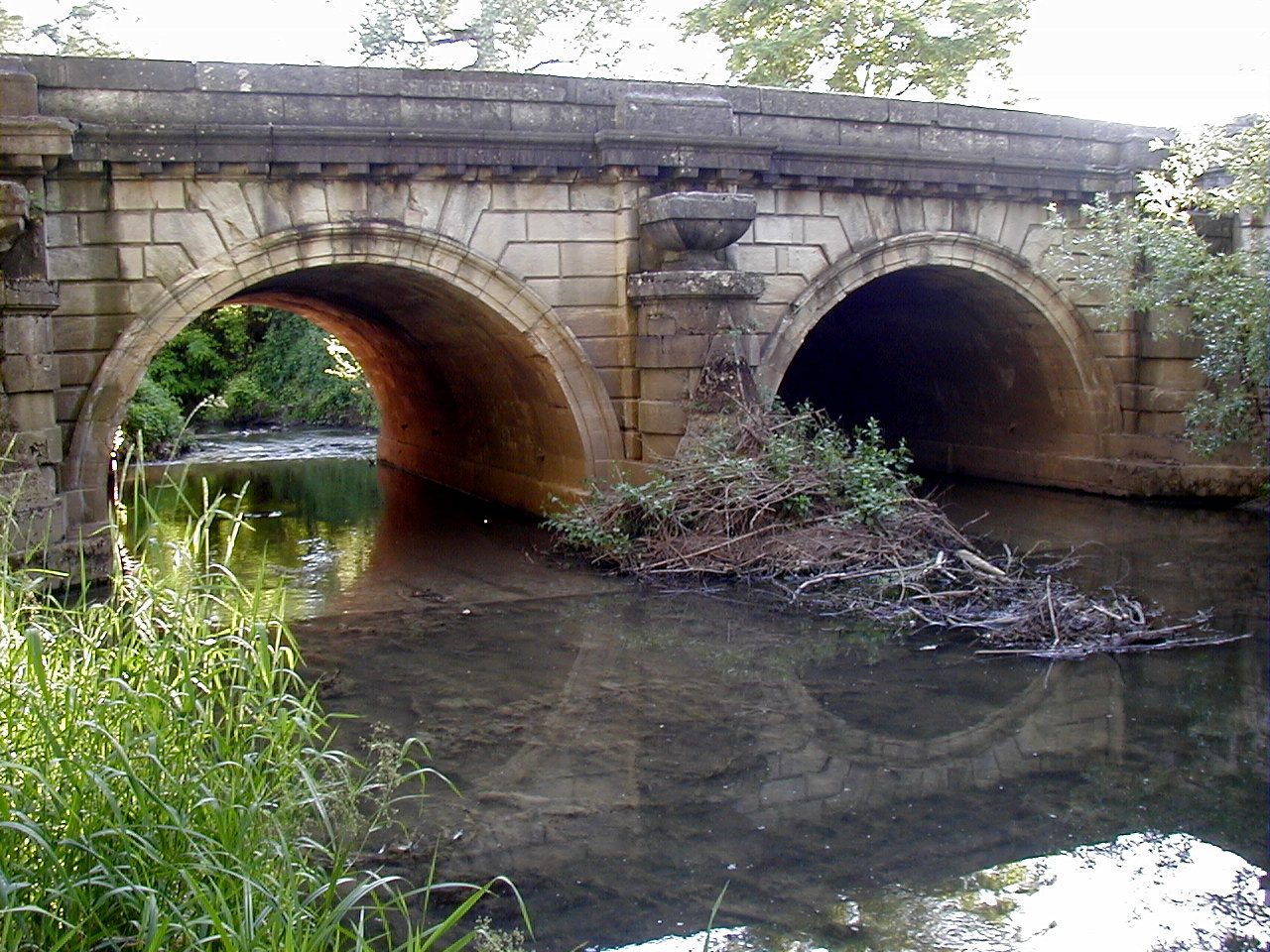
Pont de la Thalie conçu par Thomas Dumorey et réalisé par Émiland Gauthey.

- Le pont de la Thalie, situé au hameau de Corcelle, a été construit en 1766. Il est classé à l'inventaire des monuments historiques depuis 1931[44]. Le projet initial de 1759 a été dessiné par Thomas Dumorey, ingénieur en chef des ponts et chaussées des États de Bourgogne. Le projet est modifié en 1766. Il est exécuté entre 1766 et 1770 sous la direction d'Émiland Gauthey, sous-ingénieur des États de Bourgogne en résidence à Chalon-sur-Saône.

#### Autres monuments
- Lavoir du XIXe siècle[45].
- Château de Corcelle, situé au hameau de Corcelle. Construit vers 1738 par Charles Gautier, écuyer et seigneur de la Tournelle.
- La borne milliaire gallo-romaine dite de Corcelle est exposée au musée Denon, à Chalon-sur-Saône

### Personnalités liées à la commune
- Fortuné Joseph Petiot-Groffier
- Félix Gaudin
- Florent Pagny

## Pour approfondir